# 주런던 퀘벡 정부 대표부
주런던 퀘벡 정부 대표부(프랑스어: Délégation générale du Québec à Londres, 영어: Quebec Government Office in London) 또는 주영국 퀘벡 정부 대표부는 영국 런던에 위치한 퀘벡 정부 대표부이다. 1962년에 정식 개관했으며 총대표부 지위를 갖고 있다. 이 공관은 영국, 아일랜드, 덴마크, 스웨덴, 노르웨이, 핀란드, 아이슬란드를 관할한다.
퀘벡 정부는 1911년에 영국 런던 주재 총대리 사무소를 창설했으나 1936년에 모리스 뒤플레시 정부에 의해 폐지되었다. 그러다가 1962년에 장 르사주 정부에 의해 운영을 재개했다. 주런던 퀘벡 정부 대표부는 문화, 예술, 교육 분야에서 캐나다 퀘벡주와 영국, 아일랜드, 덴마크, 스웨덴, 노르웨이, 핀란드, 아이슬란드의 개인·기관과의 교류를 주선하며 퀘벡주와 이들 국가 간의 경제, 문화, 교육, 관광, 투자 활성화에 기여한다.
대표부는 영국, 아일랜드, 덴마크, 스웨덴, 노르웨이, 핀란드, 아이슬란드에서 사업을 원하는 퀘벡주의 기업들과의 연락을 제공하고 이들 국가의 경제 환경과 최신 동향을 전달하는 역할을 수행한다. 그 외에 영국, 아일랜드, 덴마크, 스웨덴, 노르웨이, 핀란드, 아이슬란드에서 상호 협력, 파트너 관계를 맺기 원하는 퀘벡주의 정부 부처, 관련 기관 및 단체를 지원한다.

## 같이 보기
- 퀘벡 정부 대표부